# 이나게노 뇨보
이나게노뇨보(일본어: 稲毛女房 いなげのにょうぼう[*])는 가마쿠라 시대의 여성이다. 본명은 알려지지 않았다. 무사시국 호족 이나게 시게나리의 아내가 되었기 때문에, 이와 같이 칭해지고 있다.

## 생애
호죠 토키마사의 딸로 태어났다. 이복형제로는 호죠 마사코, 호죠 요시토키가 있다.
이나게 시게나리의 아내가 되어, 1남 1녀를 낳았다. 병에 시달려, 끝내 위태로워지자, 그 상태가 겐큐 6년 6월 28일 (1195년 8월 5일), 미나모토노 요리토모와 함께 미노국 아오하카노슈쿠에 있던 남편에게 알려졌다. 시게나리는 요리토모로부터 준마를 받자, 아내 곁으로 달려갔다.
겐큐 6년 7월 4일 (1195년 8월 10일), 무사시국에서 사망했다. 묘소는 가와사키시 타마구에 있는 코후쿠지이다. 이 땅의 묘비에 의하면, 법호는 잇시츠엔뇨다이젠죠니 (一室圓如大禅定尼)이다.

## 사망 후

### 친족들의 동향
남편 시게나리는 슬픈 나머지 출가했다. 또, 호죠가의 면면에 대해서는 상복을 입기 위해, 언니 마사코는 히키 요시카즈의 저택으로 건너갔고, 아버지 토키마사와 오빠 요시토키는 본거지인 이즈국으로 내려갔다. 이 복상은 한 달 정도 계속 되었다.

### 추선을 위한 가교
〈구 사가미가와 교각〉을 참고
출가한 남편 시게나리는 이후, 사가미가와 근처에 사당을 짓고 염불을 외우는 나날을 보내고 있었다. 그래서 사가미가와 나루에서 많은 사망자가 있는 것을 보고, 아내인 뇨보의 추선을 위해, 미나모토노 요리토모의 허가를 받아 혼자 힘으로 다리를 놓았다고 한다. 이 다리의 준공 공양에 임한 요리토모는 낙마하고 사망했다고 하며, 또 이 다리의 교각 7개가 1923년 (다이쇼 12년) 9월 1일에 발생한 관동 대지진에 의해서 모습을 나타냈다.

## 가족 관계
- 아버지 : 호죠 토키마사
- 어머니 : 미상
- 남편 : 이나게 시게나리
  - 아들 : 오자와 시게마사
  - 딸 : 아야노코지 모로스에의 아내

## 관련 작품
- 『풀이 불탄다』 (1979년, NHK대하드라마) - 배우 나카무라 쿠미 (역할명 : 에이코)
- 『가마쿠라도노의 13인』 (2022년, NHK대하드라마) - 배우 오사키 이치카 (역할명 : 아키)